# Vettelschoß
Vettelschoß est une municipalité du Verbandsgemeinde Linz am Rhein, dans l'arrondissement de Neuwied, en Rhénanie-Palatinat, dans l'ouest de l'Allemagne.
La compagnie de chaussure Birkenstock possède son siège social pour l'orthopédie dans la localité.